# Hlaupfell
Hlaupfell är en kulle i republiken Island. Den ligger i regionen Norðurland eystra, 290 km öster om huvudstaden Reykjavík. Toppen på Hlaupfell är 608 meter över havet, eller 88 meter över den omgivande terrängen. Bredden vid basen är 1,1 km.
Trakten runt Hlaupfell är nära nog obefolkad, med mindre än två invånare per kvadratkilometer. Det finns inga samhällen i närheten. Trakten runt Hlaupfell är ofruktbar med lite eller ingen växtlighet.